# Benny Ludemann
Havink (Benny) Ludemann (Breda, 27 januari 1942 – Tilburg, 9 februari 2024) was een Nederlands multi-instrumentalist.
Hij was zoon van het echtpaar kantinebediende Adriana Cornelia Kreugel en huisschilder Pieter Bernadus Ludemann, die in 1941 getrouwd waren. Hijzelf was getrouwd met Henriëtte Honcoop. Zoon Marco Ludemann trad in zijn vaders voetsporen, werd mandolinist en dirigent van het Symfonisch Ruimte Orkest. Dochter Marit Ludemann speelt ook mandoline, maar koos een andere tak; de geestelijke gezondheidszorg.
Naar eigen zeggen werd hij al op zeer jonge leeftijd aangetrokken tot de mandoline. Hij werd daarin beïnvloed door zijn moeder, die het ook bespeelde en het thuis ook aan de muur had hangen. Hij kreeg zijn opleiding aan het Brabants Conservatorium in Tilburg, aansluitend vatte hij een studie aan aan het Conservatorium van Amsterdam. Hij werd in eerste instantie bekend als musicus binnen de klassieke muziek, speelde dwarsfluit (bij gebrek aan een goede gitaaropleiding) en later klassiek gitaar. In zijn beginjaren was een gitaarstudie, laat staan een mandolineopleiding ook nog niet gangbaar op de conservatoria; het werd voornamelijk gezien als muziekinstrument voor de populaire muziek. Onder invloed van onder andere Andrés Segovia kwam daar beweging in.
Hij ging toch voornamelijk verder op de mandoline en in mindere mate banjo, niet alleen binnen de populaire muziek, maar ook binnen het klassiek repertoire. Hij gaf les aan genoemde conservatoria (Amsterdams Sweelinck Conservatorium vanaf 1989) als ook tussen 1963 en 2004 aan de muziekschool Nieuwe Veste in Breda (gitaar, dwarsfluit, mandoline).
Zijn loopbaan begon in het klein toen hij in 1961 met andere conservatoriumleerlingen speelde bij een bruiloft van een gemeenteambtenaar van Tilburg. In 1969 zat hij met Elly Ameling op het podium om de mandolinebegeleiding te verzorgen bij Komm, liebe Zither van Wolfgang Amadeus Mozart. Datzelfde jaar later speelde hij geheel ander repertoire, liederen van Fedde Schurer (tekst) en Louise Godin (muziek), uitgevoerd door Roel Slofstra, Maaike de Wilde en Piet Souer op gitaar. Eerst waren er televisieopnamen, in 1970 plaatopnamen. Nadat hij ook meegewerkt had aan plaatopnamen van Miel Cools zingt Ernst van Altena, ging hij werken in het begeleidingsorkestje van Toon Hermans onder leiding van Henk Westrus. Ludemann zou jarenlang deel uitmaken van dat orkestje. Ondertussen bleven ook andere muziekstromingen trekken; zo begeleidde hij in 1973 met zijn mandolineorkest Estrellita sopraan Marie Cécile Moerdijk in een programma vol volksliedjes. Hij zou tot in de jaren negentig bij Toon Hermans spelen, daarna volgde een periode met Robert Long, Conny Stuart en Jenny Arean.
Jarenlang (1964-2024) zou hij leider zijn van genoemd mandolineorkest; hij stond ook wel voor het Nationaal Mandoline Orkest. Met “zijn instrument” speelde hij met symfonieorkesten, waaronder het Concertgebouworkest (een tournee door de Verenigde Staten) en het orkest van Arie Maasland (Malando; een tournee door Japan).
Voor zijn werk werd in hij 2000 benoemd tot ridder in de Orde van Oranje Nassau. Onder andere werd hij benoemd vanwege zijn inspanningen een betere opleiding te krijgen voor de mandoline, hetgeen pas in 1991 gestalte kreeg. Hij was leider van het Nederlands Mandoline Practicum en betrokken bij het Nederlands Verbond van Mandolineorkesten. Hij had zitting in jury’s bij wedstrijden en examinator. Benny Ludemann was de leraar van onder andere Erik Visser (Flairck).
- Bibsys: 15017262
- CiNii: DA19569628
- Gemeinsame Normdatei: 134625560
- International Standard Name Identifier: 0000 0000 5551 486X
- Library of Congress Control Number: no98005455
- MusicBrainz: bb99c832-4955-42af-8706-7c78798dd1b3
- Nationale Bibliotheek van Israël: 987007325801505171
- Nederlandse Thesaurus van Auteursnamen: 071160337
- Virtual International Authority File: 31606883